# Enrica Malcovati

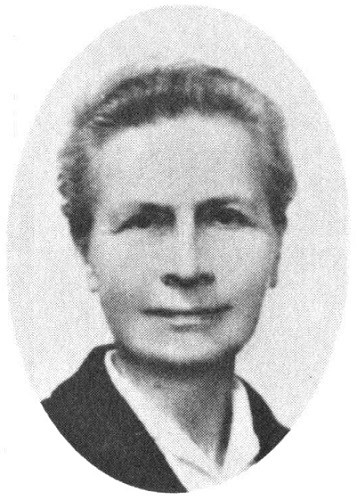
Enrica Malcovati

Enrica Malcovati (* 21. Oktober 1894 in Pavia; † 4. Januar 1990 ebenda) war eine italienische Klassische Philologin. Sie veröffentlichte mehrere kritische Editionen zu lateinischen und griechischen Autoren.

## Leben und Werk
Enrica Malcovati war die Tochter von Angelo Malcovati und Maria geb. Lardera. Ihr jüngerer Bruder war der Gynäkologe Piero Malcovati (1902–1963).
Enrica Malcovati besuchte das Liceo Ugo Foscolo in Pavia und studierte ab 1913 Klassische Philologie an der Universität Pavia. Zu ihren akademischen Lehrern gehörten der Althistoriker Plinio Fraccaro (1882–1959) und der Latinist Carlo Pascal (1866–1926), der Begründer des Rezensionsorgans Athenaeum (ab 1913) und der Editionsreihe Corpus Scriptorum Latinorum Paravianum (ab 1916). Nach dem Studienabschluss (2. Juli 1917) unterrichtete Malcovati an Gymnasien in Biella (1917–1922), Molfetta (1922–1923) und Pavia (1923–1940). Während dieser Zeit setzte sie ihre Forschungsarbeit fort und veröffentlichte Aufsätze und Rezensionen in verschiedenen Fachzeitschriften. Ausgehend von ihrer Dissertation, in der sie sich mit den Fragmenten der Poesie des Kaisers Augustus beschäftigt hatte, erstellte sie eine Studienausgabe dieser Fragmente, die 1921 in der Editionsreihe ihres Lehrers Pascal erschien. Nach dessen Tod (1926) wurde Malcovati geschäftsführende Redakteurin der Zeitschrift Athenaeum (unter dem Herausgeber Fraccaro). Von 1958 bis 1989 war sie Mitherausgeberin der Zeitschrift.
Parallel zu ihrer Tätigkeit am Gymnasium lehrte Malcovati ab 1930 als Privatdozentin an der Universität Pavia. 1934 erhielt sie den Preis der Accademia Nazionale dei Lincei für Philologie. 1940 übernahm sie den Lehrstuhl für Lateinische Philologie an der Universität Cagliari auf Sardinien. 1943, mitten im Zweiten Weltkrieg, erhielt sie einen Ruf auf den Lehrstuhl für Griechische Philologie an der Universität Pavia, dem sie kriegsbedingt erst zum 1. Dezember 1946 folgen konnte. 1950 wechselte sie vom griechischen Lehrstuhl auf den lateinischen, vertrat aber bis 1958/59 beide Fächer in der akademischen Lehre. Im Jahr 1954 wurde sie auf Vorschlag von Fraccaro zur Rektorin des Collegio Universitario Castiglioni-Brugnatelli gewählt und war damit die erste Frau in dieser Position an einer italienischen Hochschule. Von 1957 bis 1969 fungierte Malcovati als Dekanin der Philosophischen Fakultät; nachdem sie schon 1964 das Pensionsalter erreicht hatte, trat sie schließlich 1969 von ihrer Professur und allen Ämtern zurück. Titel und Rechte einer emeritierten Professorin erhielt sie am 27. Februar 1979.
Als Klassische Philologin beschäftigte sich Enrica Malcovati hauptsächlich mit den literarischen Hinterlassenschaften der Antike. Sie war in erster Linie Latinistin, beschäftigte sich jedoch auch mit gräzistischen Themen. Sie beschäftigte sich mit der Überlieferungsgeschichte und Textkritik verschiedener Autoren und gab kritische Editionen heraus, in denen sie ihre Erkenntnisse der Textkonstitution zugutekommen ließ. Besondere Bedeutung hatten ihre Fragmentausgaben der Dichtung des Kaisers Augustus (zuerst 1921, fünf Auflagen bis 1969) und der römischen Redner (zuerst 1930, mehrere Neuauflagen bis 1976), ihre kritischen Editionen der Geschichtswerke des Cornelius Nepos (1934; dritte Auflage 1964) und Sallusts (Schulausgaben, 1940/41) sowie der Dichtung des Florus (1938), den sie mit dem Historiker Florus identifizierte. In den 1940er Jahren verfasste sie Sachbücher über Ciceros Ansichten zur Dichtkunst (1943) und zu Frauen der römischen Antike (1944, 1945).
Im gräzistischen Bereich sind vor allem ihre Studien zur griechischen Übersetzung des Paianios von Eutropius’ Breviarium ab urbe condita (1943/44) sowie ihre Editionen von Musaios’ Gedicht Hero und Leander (1947) und Lykurgs Rede gegen Leokrates (1956; mit Kommentar und Übersetzung 1966) bedeutend. Eine Sammlung von kleineren Beiträgen und Aufsätzen von 1920 bis 1980 erschien nach ihrem Tode (1990).
Anlässlich ihres 70. Geburtstags erhielt Malcovati die Ehrendoktorwürde der Philosophischen Fakultät der Universität Wien (1964). Zum 8. Januar 1978 wurde sie zum Mitglied der Accademia Nazionale dei Lincei gewählt.

## Schriften (Auswahl)
- Imperatoris Caesaris Augusti operum fragmenta. Torino 1921. 2. Auflage 1928. 3. Auflage 1948. 4. Auflage 1962. 5. Auflage 1969.
- Oratorum Romanorum fragmenta. 3 Bände, Torino 1930. 2. Auflage 1955. 3. Auflage 1967. 4. Auflage 1976.
- Cornelii Nepotis quae exstant. Torino 1934. 2. Auflage 1945. 3. Auflage 1964.
- Res Gestae Divi Augusti. Testo, traduzione e commento. Roma 1937.
- L. Annaei Flori quae exstant. Roma 1938. Neuausgabe 1972.
- Sallustio, De coniuratione Catilinae. Torino 1940.
- Sallustio, Bellum Iugurthinum. Torino 1941.
- Antologia oraziana. Torino 1942. 2. Auflage 1957. 3. Auflage 1970.
- Cicerone e la poesia. Pavia 1943.
- Clodia, Fulvia, Marzia, Terenzia. Roma 1944.
- Donne ispiratrici di poeti nell’antica Roma. Roma 1945.
- Museo, Ero e Leandro. Edizione critica con traduzione e note italiane. Milano 1947.
- Plinio il Giovane, Il Panegirico di Traiano. Firenze 1949. Neuausgabe 1952.
- Madame Dacier. Firenze 1952.
- Licurgo: Orazione contro Leocrate. Torino 1956. 2. Auflage 1971.
- M. Tulli Ciceronis Brutus. Leipzig 1965. Neuausgabe 1970. Nachdruck Milano 1981 (= M. Tulli Ciceronis scripta quae manserunt omnia 4).
- Licurgo: Orazione contro Leocrate e frammenti. Roma 1966.
- Florilegio critico di filologia e storia. Como 1990 (mit Schriftenverzeichnis).